# Biserica „Adormirea Maicii Domnului” din Copceac
Biserica „Adormirea Maicii Domnului” este o biserică amplasată în Copceac, Găgăuzia, Republica Moldova. Este un monument arhitectural de importanță națională inclus în Registrul monumentelor Republicii Moldova ocrotite de stat cu nr. 370 (raionul Taraclia). Datează din 1918.